# Pleasant Hill, Pennsylvania
Pleasant Hill är en ort i Lebanon County i delstaten Pennsylvania, USA.